# Jambu (Jambu)
Jambu is een bestuurslaag in het regentschap Semarang van de provincie Midden-Java, Indonesië. Jambu telt 4057 inwoners (volkstelling 2010).